# Mont Tanaga
El mont Tanaga (en aleutià Kusuuginax̂) és un estratovolcà que s'eleva fins als 1.806 msnm i que es troba a l'illa del mateix nom, del qual és el punt culminant. El volcà forma part de la serralada Aleutiana, a l'estat d'Alaska, Estats Units.

## Erupcions
Des del 1763 ha tingut quatre erupcions conegudes, el 1763-1770, 1791, 1829 i el 1914. Aquesta darrera va produir colades de lava.